# 돌턴의 법칙
돌턴의 법칙(Dalton's law)은 존 돌턴의 이름을 따 지어진 법칙으로, 기체의 압력을 설명한다. 돌턴의 부분압력의 법칙이라고도 한다.
돌턴의 법칙은 다음과 같이 표현된다.
(이상)기체의 혼합물에 가해진 총 압력은 기체 혼합물 내의 각각의 가스의 부분압력의 합과 같다.
이를 수식으로 표현하면 다음과 같다,
{\displaystyle P_{total}=\sum _{i=1}^{n}{p_{i}}}       or      {\displaystyle P_{total}=p_{1}+p_{2}+\cdots +p_{n}}
여기에서 {\displaystyle p_{1},\ p_{2},\ p_{n}}는 각 구성요소의 부분압력을 나타낸다.

## 같이 보기
- 샤를의 법칙
- 보일의 법칙